# Trieces aquilus
Trieces aquilus är en stekelart som beskrevs av Henry Keith Townes, Jr. 1959. Trieces aquilus ingår i släktet Trieces och familjen brokparasitsteklar. Inga underarter finns listade i Catalogue of Life.